# Конті (футбольний клуб)
«Конті» — колишній український футбольний клуб з міста Костянтинівки Донецької області. Існував з 1924 до 2012 року з перервами.

## Хронологія назв
- 1924—1936: «Металіст» (Костянтинівка)
- 1936—1937: «Завод імені Фрунзе» (Костянтинівка)
- 1938—1948: «Сталь» (Костянтинівка)
- 1949—19??: «Металург» (Костянтинівка)
- 19??—19??: «Сітал» (Костянтинівка)
- 199?—2003: «Моноліт» (Костянтинівка)
- 2004—2005: «Київ-Конті» (Костянтинівка)
- 2006—2012: «Конті» (Костянтинівка)

## Історія
Футбольний клуб «Металіст» (Костянтинівка) було засновано в місті Костянтинівка в 1924 році, він представляв місцевий металургійний завод.
У 1936 році команда змінила назву на «Завод імені Фрунзе» (Костянтинівка) й дебютувала в групі Г другої нижчої ліги чемпіонату СРСР та в розіграші Кубку СРСР.
В 1937 році клуб знову стартував у чемпіонаті та кубку.
В 1928 році змінив назву на «Сталь» (Костянтинівка) та продовжив виступи в Кубку СРСР.
В 1946 році клуб виступав у третій групі східної зони чемпіонату України. Потім виступав у чемпіонаті та кубку Донецької області. В 1967 році під назвою «Сталь» (Костянтинівка) виступав у Класі Б української зони.
В 1969 році зайняв передостаннє 20-те місце в Класі Б української зони та припинив свої виступи на професійному рівні. Потім продовжив виступати в чемпіонаті та кубку області, допоки не був розформований.
В 1990-х роках відновив свою діяльність. У 2000 році під назвою «Моноліт» (Костянтинівка) дебютував у аматорському чемпіонаті України, в якому спочатку в 8-й групі посів 8-ме місце, а в другому етапі посів третє місце. В наступному сезоні посів третє місце в 7-й групі, а в фінальній частині турніру посів друге місце, а в 2002 році посів четверте місце в 5-й групі.
Після цього команду було розформовано, а в 2004 році було створено нову команду під назвою «Київ-Конті» (Костянтинівка), яка представляла шоколадну фабрику «Київ-Конті». Аматорський клуб продовжив виступи в розіграшах чемпіонату та кубку Донецької області.
У 2006 році команда змінила назву на «Конті» (Костянтинівка).

## Досягнення

### СРСР
- Третя група, зона «Східна Україна»:
  - 2-ге місце (1) — 1948
  - 3-тє місце (1) — 1949
  - 4-те місце (1) — 1946

- Кубок СРСР:
  - 1/16 фіналу (1): 1938

### Україна
- Чемпіонат України:

Срібний призер — 1948 
Бронзовий призер — 1949
- Аматорський чемпіонат України:
  -  Срібний призер (1): 2001